# Paul Abadie
Paul Abadie (Parijs, 9 november, 1812 – Chatou, 3 augustus, 1884) was een Franse architect en restaurateur. Hij ontwierp vooral kerken in neostijlen, zoals de Sacré-Cœur in Parijs, die zijn beroemdste werk is. Hij hield van symmetrie in gebouwen.
Abadie werkte mee aan de restauratie van de Notre-Dame van Parijs, de Église Sainte-Croix van Bordeaux, de kathedraal van St. Pierre en de Saint-Front van Périgueux. Hij werkte daarbij vaak samen met Viollet-le-Duc. Abadie mocht de Sacré-Coeur op de Montmartre in Parijs ontwerpen. Hij maakte het begin van de bouw nog mee, maar overleed in 1884 – ruim voordat de bouw van de basiliek werd afgerond in 1914.
- Biblioteca Nacional de España: XX819483
- Bibliothèque nationale de France: cb121037457 (data)
- CiNii: DA0832676X
- Gemeinsame Normdatei: 119333074
- International Standard Name Identifier: 0000 0000 8129 1620
- Library of Congress Control Number: n87905165
- Base Léonore: LH//1/36
- Nationale Bibliotheek van Israël: 987007434116405171
- Nederlandse Thesaurus van Auteursnamen: 074171887
- RKD-Nederlands Instituut voor Kunstgeschiedenis: 124325
- Istituto Centrale per il Catalogo Unico: PUVV128771
- SNAC: w6xh0wm6
- Système universitaire de documentation: 029402107
- Union List of Artist Names: 500011330
- Virtual International Authority File: 50033572
- WorldCat: E39PBJdCp6rD9YdwyR7dP4w9jC